# Biskupi Augsburga

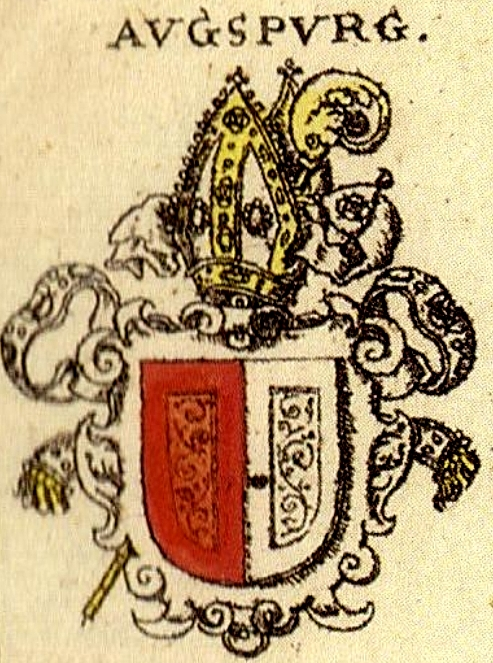
Herb biskupów Augsburga w herbarzu J. Siebmachera, 1605

## Biskupi Augsburga
- ok. 200: Dionizy
- ok. 300: Narzissus
- Perewelf
- Tagebert
- Manno
- Wicho
- Zeizzo
- Marchmann

- Wikterp 738 – 772
- Tozzo 772 – 778
- Simpert 778 – 807
- Hanto 807 – 815
- Nidker 816 – 830
- Udalmann 830 – 832
- Lanto 833 – 860
- Witgar 861 – 887
- Adalbero 887 – 909
- Hiltin 909 – 923
- Święty Ulryk I 923 – 973
- Heinrich I,973 – 982
- Eticho 982 – 988
- Luitold 989 – 996
- Gebehard 996 – 1000
- Siegfried I 1001 – 1006
- Bruno 1006 – 1029
- Eberhard I 1029 – 1047
- Heinrich II 1047 – 1063
- Embrico 1063 – 1077
- Wigolt 1077 – 1088
- Siegfried II 1088 – 1096
- Hermann z Vohburg nad Dunajem 1096 – 1133
- Walter I von Dillingen 1133 – 1152
- Konrad von Hirscheck 1152 – 1167
- Hartwig I von Lierheim 1167 – 1184
- Udalschalk 1184 – 1202
- Hartwig 1202 – 1208
- Siegfried III von Rechberg 1208 – 1227
- Siboto von Seefeld 1227 – 1247
- Hartmann von Dillingen 1248 – 1286
- Siegfried IV von Algertshausen 1286 – 1288
- Wolfhard von Roth 1288 – 1302
- Degenhard von Hellenstein 1303 – 1307
- Friedrich I. von Faimingen 1309 – 1331
- Ulrich II von Schönegg 1331 – 1337
- Heinrich III von Schönegg 1337 – 1348
- Marquard I von Schönegg 1348 – 1365
- Walter II von Hochschlitz 1365 – 1369
- Johann I Schadland 1371 – 1372
- Burkhard von Ellerbach 1373 – 1404
- Eberhard II z Kirchberg 1404 – 1413
- Friedrich von Grafeneck 1413 – 1414
- Anselm z Lauterstein 1414 – 1423
- Peter von Schaumberg 1424 – 1469
- Johann II von Werdenberg 1469 – 1486
- Fryderyk II Hohenzollern 1486 – 1505
- Heinrich IV von Lichtenau 1505 – 1517
- Christoph Stadion 1517 – 1543
- Otto 1543 – 1573
- Johann von Knöringen 1573 – 1575
- Marquard II Góra 1575 – 1591
- Johann Otto z Gemmingen 1591 – 1598
- Heinrich V z Knöringen 1599 – 1646
- Sigismund Franz 1646 – 1665
- Johann Christoph von Freyberg 1666 – 1690
- Alexander Sigmund von Pfalz-Neuburg 1690 – 1737
- Johann Franz von Stauffenberg 1737 – 1740
- Joseph Ignaz Philipp von Hessen-Darmstadt 1740 – 1768
- Klemens Wacław Wettyn 1768 – 1812
- Franz Friedrich von Sturmfeder 1812 – 1818
- Franz Karl Joseph von Hohenlohe-Waldenburg-Schillingsfürst 1818 – 1819
- Franz Friedrich von Sturmfeder 1819 – 1821
- Joseph Maria 1821 – 1824
- Ignaz Albert von Riegg 1824 – 1836
- Johann Peter von Richarz 1836 – 1855
- Michael von Deinlein 1856 – 1858
- Pankratius Pszenica 1858 – 1894
- Petrus von Hötzl 1895 – 1902
- Maximilian von Lingg, 1902 – 1930
- Josef Kumpfmüller 1930 – 1949
- Josef Freundorfer, 1949 – 1963
- Josef Stimpfle 1963 – 1992
- Viktor Josef Dammertz 1993 – 2004
- Walter Mixa 2005 – 2010
- Konrad Zdarsa 2010 – 2019
- Bertram Meier od 2020